# マッケンジー山脈
マッケンジー山脈（Mackenzie Mountains）は、カナダのユーコン準州－ノースウエスト準州間に位置する山脈。リアード川とピール川の分水界である。

## 概要
山脈の名はカナダの第2代首相のアレキサンダー・マッケンジーに由来する。世界遺産であるナハニ国立公園はこの山脈に位置する。
タングステン地区は鉱山町で、カンタング鉱山を有する。
山脈内に入ることのできる道はタングステン地区に繋がるナハニ・レンジ・ロードとマクミラン・パスへ繋がるカノール･ロードの2本のみである。これらの道はいずれもユーコン準州内に位置する。
最高峰はユーコン準州にあるキール・ピーク(標高2,972m)で、二番目に標高が高いのはノースウエスト準州にあるニルヴァーナ山(標高2,773m)である。
ニルヴァーナ山はノースウエスト準州内の最高峰である。
シルル紀の魚類であるArchipelepisが見つかっている。